# كارفور فوياج
 كارفور فوياج  وكالة سفر فرنسية تابعة لمجموعة كارفور.

## التاريخ
كارفور فوياج أطلقت في نونبر 1990، وفي فبراير 1991 أصبحت أول وكالة سفر تفتح بإيفري سور سين.
يوجد الآن 158 وكالة سفر بفرنسا (فبراير 2017) ، وللوكالة موقع إنترنت أطلق في أبريل من سنة 2007.